# Campanarougetiinae
Die Campanarougetiinae (nach der französischen Parasitologin Yvonne Campana-Rouget) sind eine Unterfamilie der Spulwürmer mit fünf Arten. Sie sind Parasiten bei Fischen.

## Merkmale
Die Unterfamilie hat die Eigenschaften der Cucullanidae. Die Mundöffnung und der Querschnitt des Ösophastoms sind dreieckig. Das Lumen des Ösophagus ist ohne spezielle Kutikula-Bildungen.

## Systematik
Zur Unterfamilie gehören zwei Gattungen:
- Campanarougetia Le-Van-Hoa & Pham-Ngoc-Khue, 1967
- Oceanicucullanus Schmidt & Kuntz, 1969